# Как работает секс
Как работает секс (англ. How Sex Works), полное название: Как работает секс: почему мы выглядим, нюхаем, пробуем на вкус, чувствуем и действуем так, а не иначе (англ. How Sex Works: Why We Look, Smell, Taste, Feel, and Act the Way We Do) — книга 2009 года биолога-эволюциониста и автора бестселлеров The New York Times Шарона Моалема, опубликованная HarperCollins. В книге исследуются научные причины влечения людей друг к другу, включая эволюционные основы сексуального влечения, моногамии и сексуальной ориентации.

## Обзор
Как работает секс использует эволюционную биологию для изучения человеческой сексуальности и того, как сексуальность может влиять на общество с точки зрения человеческих отношений и систем убеждений. Автор исследует физиологический механизм того, как сенсорные данные интерпретируются человеческим телом, и их влияние на сексуальность человека. Моалем утверждает, что менструация, фертильность, размер полового члена, оргазм, эякуляция и контрацептивы — всё это восходит к «выживанию наиболее приспособленных» и желанию человека найти здорового партнёра для размножения. В книге рассматриваются другие эволюционные факторы, влияющие на сексуальное влечение, включая феромоны, генетический состав, совместимость иммунной системы и овуляцию.
В книге используются различные примеры, чтобы проиллюстрировать центральную точку зрения автора, в том числе следующие:
- Запахи тела связаны с силой иммунной системы, сигнализируют потенциальным партнёрам о жизнеспособности производства здорового потомства.
- Бразильский воск стал более желанным, поскольку наше подсознание пытается искоренить лобковых вшей
- У мужчин, просматривающих порнографию, где фигурируют другие мужчины в кадре (наряду с женщиной), может увеличиваться выработка спермы из-за предполагаемой конкуренции.
- Женщины чаще фантазируют о мужчинах, которые не являются их партнёрами во время овуляции, что с большей вероятностью приводит к зачатию двойняшек.
- Мужчин привлекают женщины с низким соотношением талии к бедрам (форма песочных часов), потому что жирные кислоты, хранящиеся в тазобедренном жире, способствуют развитию мозга у плода, в результате чего дети становятся умнее.

## Критика
Kirkus Reviews назвал книгу «провокационной и развлекательной», описав её как «том, наполненный информацией, позволяющей не увязнуть в сложных медицинских терминах или сложных биологических концепциях».